# Cotyledon woodii
Cotyledon woodii ist eine Pflanzenart der Gattung Cotyledon in der Familie der Dickblattgewächse (Crassulaceae).

## Beschreibung
Cotyledon woodii wächst als aufrechter, verzweigter Strauch mit einer Wuchshöhe von bis zu 120 Zentimetern. Die im Alter verholzenden Triebe besitzen eine abblätternde Borke, junge Triebe sind sukkulent und grün. Die grünen oder glauken und verkehrt eiförmigen, flachen Laubblätter werden 2 bis 5,5 Zentimeter lang und 1 bis 2,5 Zentimeter breit. Die Basis der Blätter ist keilförmig ausgebildet, der obere Rand der Blätter ist bis etwa zur Hälfte rötlich gefärbt. Die kahlen Blätter haben an der Spitze aufgesetzte Spitzchen und sind manchmal mit Drüsenhaaren besetzt.

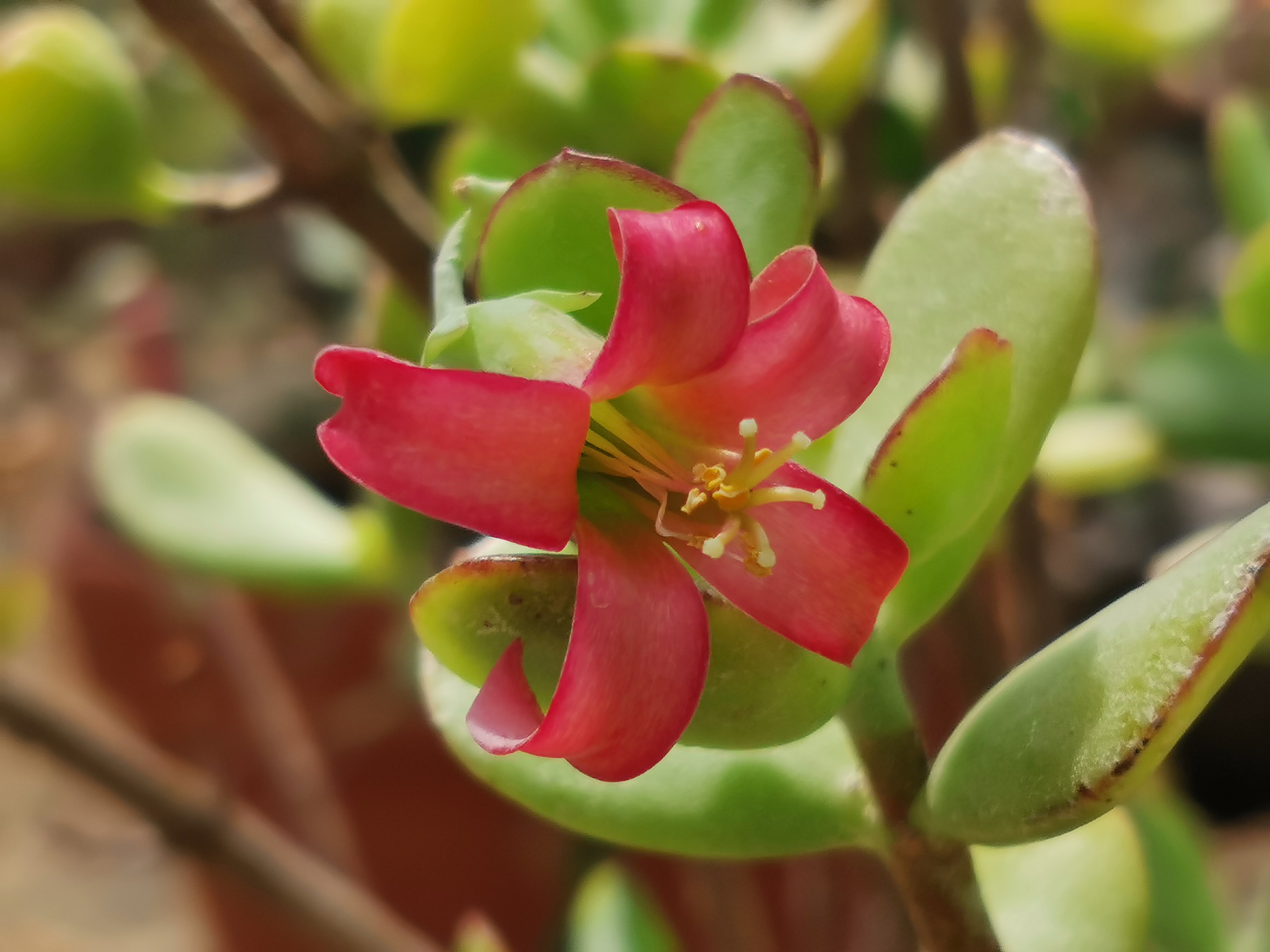
Blüte

Der Blütenstand besteht in der Regel aus Einzelblüten, in Ausnahmen werden bis zu 7 Zentimeter lange Dichasien ausgebildet. Der Blütenstiel wird bis 8 bis 10 Millimeter lang. Die dreieckigen Kelchblätter werden 5 Millimeter lang und breit. Die orange bis rot gefärbte Blütenröhre ist zur Mündung hin leicht verengt und erreicht einen Durchmessern von 12 bis 22 Millimeter, an der Basis 11 bis 15 Millimeter. Die zurückgebogenen Kronzipfel sind bis 12 Millimeter lang. Die 3 Staubblätter ragen bis 6 Millimeter heraus. Die länglichen Staubbeutel sind gelb gefärbt und werden 2,5 Millimeter lang. Die quer länglichen und ausgerandeten Nektarschüppchen sind gelblich und 1 × 3 Millimeter groß.

## Verbreitung und Systematik
Cotyledon woodii ist in den südafrikanischen Provinzen Westkap und Ostkap in der Sukkulentenkaroo in subtropischen Dickichten verbreitet.
Die Erstbeschreibung als Cotyledon woodii durch Selmar Schönland und Edmund Gilbert Baker wurde 1902 veröffentlicht.
Synonyme sind Cotyledon ramosissima var. woodii (Schönland & Baker f.) Schönland (1915) und Cotyledon salmiana var. woodii (Schönland & Baker f.) von Poelln. (1936).
Es sind mehrere Cultivare bekannt:
- 'Gamtoos', bildet aufrechte bis rundliche Halbsträucher mit klebrigen Blättern aus; stammt vom Kouga Dam in der Provinz Ostkap
- 'Green Eggs', bildet aufrechte Kleinsträucher bis 30 Zentimeter Höhe aus. Die glänzenden grünen Blätter besitzen an der Spitze einen roten Rand; stammt von Port Elizabeth in der Provinz Ostkap
- 'Grey Eggs', bildet aufrechte, rundliche Halbsträucher aus, mit grauen und glatten Blättern; stammt vom Kouga Dam in der Provinz Ostkap
- 'Konga', bildet bis 10 Zentimeter große Sträucher aus. An den glauk und grünen Trieben werden verkehrt eiförmige Blätter ausgebildet, die eine Größe von 4 × 2,5 Zentimeter erreichen. Sie sind glauk und stumpf und besitzen ein aufgesetztes Spitzchen. Der bis 8 Zentimeter lange Blütenstand besteht aus 1 bis 2 Dichasien. Die Kelchblätter sind 8 Millimeter und die röhrige Blütenkrone 25 Millimeter lang. Die grüne Röhre hat an der Basis einen Durchmesser von 10 Millimeter, der sich zum Schlund hin auf 8 Millimeter verengt. Die rötlichen Kronzipfel sind 20 Millimeter lang. Es wird vermutet, dass dieser Cultivar eine Hybride zwischen Cotyledon woodii und Cotyledon velutina ist.

## Nachweise